# Первая помощь
Пе́рвая по́мощь — комплекс мероприятий, выполняемых при несчастных случаях и внезапных заболеваниях, меры срочной помощи раненым или больным людям, предпринимаемые до прибытия медика или до помещения больного в медицинское учреждение.
В общем случае первая помощь включает в себя оценку и устранение факторов риска для себя и для пострадавшего, определение наличия сознания, восстановление проходимости верхних дыхательных путей, определение признаков жизни, вызов скорой медицинской помощи, проведение сердечно-лёгочной реанимации, осмотр пострадавшего и проведение мероприятий по временной остановке кровотечения, если таковое обнаружено, более подробный осмотр с целью выявления травм, отравлений, ожогов и других угрожающих жизни и здоровью состояний, оказание соответствующей помощи, придание пострадавшему оптимального положения тела, контроль состояния и психологическую поддержку, передачу пострадавшего бригаде скорой помощи.

## Терминология и правовая основа

Международный символ первой помощи

До недавнего времени в гражданской медицине не было официальной терминологии относительно первой помощи, что порождало трудности в трактовке законов, их применении и обучении первой помощи. Однако в текущей редакции федерального закона «Об основах охраны здоровья граждан в Российской Федерации» устранены неоднозначности и в статье 31 даётся трактовка термина «первая помощь». В законе подчёркнуто, что первая помощь не является видом медицинской помощи и оказывают пострадавшим до медицинской помощи. В отличие от медицинской помощи первая помощь может быть оказана любым человеком. Для некоторых категорий граждан оказание первой помощи является обязанностью по закону или по правилу — это сотрудники ГИБДД, МВД, военнослужащие, сотрудники и работники МЧС, пожарных служб, специалисты по охране труда. В соответствии с частью 4 статьи 31 Федерального закона от 21 ноября 2011 года № 323-ФЗ водители транспортных средств и другие лица вправе оказывать первую помощь при наличии соответствующей подготовки и (или) навыков.
Для России перечень состояний, при которых оказывают первую помощь, а также перечень мероприятий по оказанию первой помощи утверждены приказом Минздравсоцразвития в 2012 году.
Не до конца определённым представляется правовой вопрос об обязанности оказания первой помощи этими категориями граждан в нерабочее время. С одной стороны, обязанность оказывать первую помощь пострадавшим для этих категорий граждан зафиксирована в законодательстве. Например, для спасателей она упомянута наряду с другими профессиональными обязанностями «активно вести поиск пострадавших», «принимать меры по их спасению», которые наложены на работника только в рабочее время. Статья 60 Трудового кодекса прямо запрещает требовать выполнения работы, не обусловленной трудовым договором. Правила или закона, который бы обязывал эти категории граждан оказывать пострадавшим первую помощь в нерабочее время, в Российской Федерации нет. С другой стороны, комментарий к уголовному кодексу указывает, применительно к статье 124 УК РФ «Неоказание помощи больному»: 

Обязательное условие ответственности за неоказание помощи больному — отсутствие уважительных причин в преступном поведении субъекта. … Не могут быть, в частности, признаны уважительными ссылки на нерабочее время, усталость, ведомственный или частный (негосударственный) характер лечебного учреждения и т. д.
Необходимо отметить, что сотрудники полиции и ГИБДД в России зачастую вопреки требованиям закона не исполняют обязанности по оказанию первой помощи. Одна из причин этого — отсутствие систематического обучения полицейских первой помощи. Примерно 40% сотрудников МВД России считают, что они — неспособны оказать первую помощь пострадавшим.
Остальные граждане оказывают первую помощь добровольно по мере своих возможностей и умений. Однако в случае, когда человек не может или не хочет оказывать полноценную первую помощь пострадавшему, в его обязанности входит вызов специалистов для оказания квалифицированной медицинской помощи — такое сообщение тоже относят к первой помощи. За неоказание помощи и оставление в опасности УК РФ предусматривает ответственность.

## Порядок действий при оказании первой помощи
Сначала нужно остановиться и внимательно убедиться в том, что опасность миновала. Если опасность присутствует, то следует либо устранить её, либо эвакуировать пострадавшего (не подвергая опасности себя), либо убежать (оповещая всех людей по пути об опасности). Такое поведение необходимо для соблюдения главного правила спасательных операций — количество пострадавших не должно увеличиться.
В зависимости от ситуации могут быть проведены различные действия, в том числе возможны:
- Вызов специалистов (в простейшем случае — 112 с мобильного телефона, со стационарного — скорая помощь «03» или спасателей «01»). Это является обязательным независимо от наличия навыков и возможности оказывать другие виды первой помощи
- Остановка кровотечения
- Сердечно-лёгочная реанимация (СЛР)

- Непрямой массаж сердца
- Искусственное дыхание

- Обеспечение физического и психологического комфорта пострадавшему
- Предотвращение осложнений

В настоящее время в России перечень мероприятий по оказанию первой помощи утверждён приказом N 477н Министерства здравоохранения и социального развития РФ и не включает никаких врачебных мероприятий или медикаментозной помощи. Но остаётся неясной ответственность за неправильное оказание первой помощи.

## Виды оказания помощи
1. Первая помощь (ПП) не подразумевает использование специального медицинского инструментария, лекарственных средств и сложных манипуляций. Первая помощь оказывается лицами, не имеющими медобразования [4] (военные, пожарные, полицейские, водители автотранспорта, лица применяющие любые виды оружия в связи с должностными обязанностями: частные и ведомственные охранники, частные детективы, судебные приставы и т. д.), при определённых состояниях и имеет определенный перечень мероприятий по её оказанию [16]. Первая помощь имеет своей целью устранение состояния, непосредственно угрожающего жизни и здоровью пострадавшего в данный момент, и сохранение жизни пострадавшего до момента прибытия в медицинскую организацию или до приезда бригады скорой помощи.
2. Медицинская помощь, в отличие от первой помощи, подразумевает использование специального оборудования, лекарственных средств и сложных медицинских манипуляций. Проводится только квалифицированными медицинскими сотрудниками. Имеет целью устранение жизнеугрожающих состояний, излечение, профилактику, реабилитацию, абилитацию, и диспансерное наблюдение пациента.
  - Первичная медико-санитарная помощь является основой системы оказания медицинской помощи. В целях приближения к месту жительства граждан, осуществляется по участковому принципу. Оказывается в амбулаторных условиях, условиях дневного стационара.
    - Первичная доврачебная медико-санитарная помощь оказывается фельдшерами, акушерами и другими медицинскими работниками со средним медицинским образованием.
    - Первичная врачебная медико-санитарная помощь оказывается врачами-терапевтами, врачами-терапевтами участковыми, врачами-педиатрами, врачами-педиатрами участковыми и врачами общей практики (семейными врачами).
    - Первичная специализированная медико-санитарная помощь оказывается врачами-специалистами, включая врачей-специалистов медицинских организаций, оказывающих специализированную высокотехнологичную помощь медицинскую помощь. Так, данный вид помощи оказывается врачами-специалистами поликлиник, дневных стационаров, стационаров в рамках частного приема и консультаций, НИИ и т. д.

  - Специализированная, в том числе высокотехнологичная, медицинская помощь оказывается врачами-специалистами, в рамках стационаров и дневных стационаров. Высокотехнологичная медицинская помощь — часть специализированной помощи, которая включает применение сложных медицинских манипуляций, уникальных методов, ресурсоёмких методов лечения с доказанной эффективностью.
  - Скорая, в том числе скорая специализированная, медицинская помощь оказывается в рамках системы ОМС бесплатно, вне медицинской организации (бригады СМП, сан-авиация), а также в амбулаторных и стационарных условиях. Чаще всего, подразумевает эвакуацию пациента в медицинскую организацию, оказывающую неотложную экстренную помощь в стационарных амбулаторных условиях (дежурные больницы по различным направлениям, травмпункты, сосудистые центры, диспансеры) посредством наземного, воздушного, водного и прочего транспорта. Специализированная скорая медицинская помощь подразумевает оказание помощи врачами-специалистами в рамках специализированных бригад СМП, специалистами приёмных отделений медицинских организаций.
  - Паллиативная медицинская помощь подразумевает комплекс мероприятий, включающих медицинские вмешательства, мероприятия психологического характера и уход, осуществляемые в целях улучшения качества жизни неизлечимо больных граждан и направленные на облегчение боли, других тяжёлых проявлений заболевания. Оказывается в амбулаторных (в том числе на дому) условиях, условиях дневного и полного стационара, медицинскими работниками, квалифицированными на оказание данного вида помощи, с активным привлечением членов семьи, законных представителей, близких и волонтеров.
    - Первичная доврачебная паллиативная помощь оказывается медицинскими работниками со средним медобразованием.
    - Первичная врачебная паллиативная помощь оказывается врачами врачами-терапевтами, врачами-терапевтами участковыми, врачами-педиатрами, врачами-педиатрами участковыми и врачами общей практики (семейными врачами).
    - Специализированная паллиативная помощь оказывается врачами-специалистами, в том числе с применением высоких технологий.

## Вызовскорой помощи
ВП:НЕИНСТРУКЦИЯ
 раздел
Соберите нужную информацию до звонка в «103» по формуле «где? что? кто?». Этим вы ускорите время приезда службы скорой помощи.
- Адрес: улица, дом, корпус, подъезд, этаж, номер квартиры, код подъезда или домофон (этим вы ускорите прибытие бригады к пострадавшему). Точный адрес с ориентирами, как можно проехать, если машина не сможет подъехать к самому месту ЧС, то где и кто будет встречать
- Если трудно найти, то сообщить где вы их встречаете. Обязательно послать человека встречать специалистов
- Количество пострадавших
- Пол
- Возраст, примерно — подросток, около 12 лет и тому подобное
- Что случилось, кратко — ДТП, без сознания
- Кто вызвал: прохожий, родственник, сосед
- Оставьте свой номер телефона. У бригады могут быть уточнения по мере выдвижения к вам. Это особенно важно, если вы где-нибудь на автостраде или в месте вам незнакомом
- Трубку вешать только после того, как повесит диспетчер

## Обучение

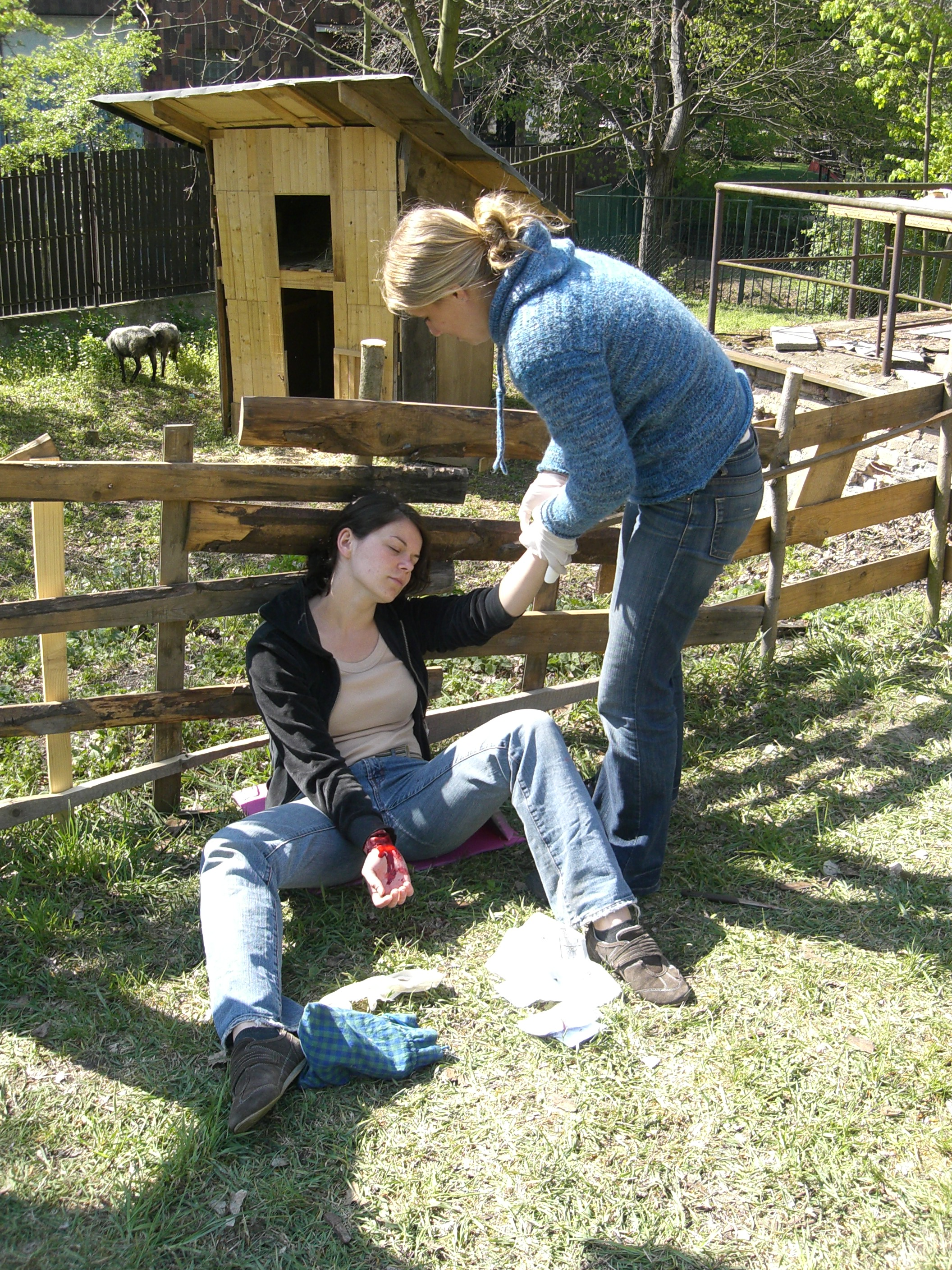
Обучение первой помощи — работа по решению ситуационной задачи

Обучение оказанию первой помощи является обязательным для сотрудников экстренных служб, таких как полицейские, спасатели, пожарные. Для граждан подобное обучение не является обязательным, хотя и рекомендуют. Знания и навыки оказания первой помощи должны преподаваться учащимся средних школ, профессиональных учебных заведений на уроках ОБЖ или аналогичных предметах, а также учащимся автошкол.

## Санитарные посты
На предприятиях и организациях из числа сотрудников не имеющих медицинского образования образуют санитарные посты, которые могут оказывать первую помощь, а также ухаживают за пострадавшими.

## Символика
Хотя, как правило, красный крест ассоциируют с первой помощью, символ красного креста является официально защищённым символом Международного движения Красного креста и красного полумесяца. Согласно Женевским конвенциям и другим международным законам использование этого символа зарезервировано за официальными организациями Международного Красного креста и красного полумесяца, а также в качестве защитной эмблемы для медицинского персонала и объектов в условиях военных действий. Использование символа красного креста любым другим лицом или организацией является противозаконным и может повлечь за собой уголовное преследование.
Международно признанным символом первой помощи является белый крест на зелёном фоне (показан ниже).
Некоторые организации могут использовать символ Звезда жизни, хотя во многих странах этот знак зарезервирован за службами скорой помощи. Или символ мальтийского креста, применяемый корпусом скорой помощи Мальтийского ордена и скорой помощью святого Иоанна. Встречаются и другие символы.

Символ первой помощи по стандарту ISO
Символ Международного Красного креста
Мальтийский крест
Звезда жизни
Гражданская оборона